# Klesenmühle
Klesenmühle (auch Untere Mühle genannt) ist ein Gemeindeteil der Stadt Gerolzhofen im unterfränkischen Landkreis Schweinfurt in Bayern.

## Geografische Lage
Der Weiler liegt in der Gemarkung Gerolzhofen im Osten des Gerolzhöfer Gemeindegebietes an der Volkach etwa 1 km östlich von Gerolzhofen, getrennt durch die Bundesstraße 286. Nördlich führt die Staatsstraße 2274 am Hof vorbei, weiter im Norden liegt Rügshofen, ebenfalls ein Ortsteil von Gerolzhofen. Im Osten liegt Dingolshausen und im Südosten der Lindelachshof. Südlich der Mühle erhebt sich der Kapellberg.

## Geschichte
Die Geschichte der Klesenmühle ist eng mit der des wüstgefallenen Dorfes Lindelach verbunden, auf dessen Markung sie bis ins 17. Jahrhundert lag. Die Mühlengeschichte ist schon durch Funde aus der Jungsteinzeit belegt. So wurde das Unterteil einer Reibmühle am Faulbach gefunden. Zunächst nutzten die Bewohner der Siedlung handbetriebene Drehmühlen, ehe die zuwandernden Franken das Prinzip der Wassermühle nach Lindelach brachten.
Erstmals erwähnt wurde eine Mühle in Lindelach im Jahr 1305, damals war Heinrich Herlein mit ihr belehnt. Bereits 1426 und 1494 werden zwei Mühlen genannt. Im Jahr 1508 hatten die Fuchs von Bimbach beide Mühlen, die sie von Hartung Fuchs von Dornheim erworben hatten, in ihrem Besitz. 1565 war Doctor Faltermeyer im Besitz der Mühle. Im 16. Jahrhundert zweigte man den Mühlbach von der Volkach ab, 1591 erhielten die Mühlen vom Würzburger Bischof Julius Echter von Mespelbrunn eine eigene Mühlordnung.
Nach der Zerstörung des Dorfes Lindelach durch die Schweden im November 1631 blieben nur noch die beiden Mühlen bestehen. Im Jahr 1662 holte der Müller der Klesenmühle, Hans Göcker, Steine vom ehemaligen Rathaus des wüsten Dorfes. Zwei Jahre später, 1664, wird von einer Schlägerei zwischen den beiden Lindelacher Müllern berichtet. Göcker musste eine Strafe zahlen. 1683 war die Mühle im Besitz der Echter von Mespelbrunn und wurde von Valtin Faulhaber bewirtschaftet.

## Baudenkmal
Die Klesenmühle ist ein erdgeschossiger Satteldachbau. Sie wurde im 18. Jahrhundert errichtet und ist mit der Jahreszahl 1787 bezeichnet, allerdings wurden Bestandteile der Vorgängerbauten mit einbezogen. Noch heute weist die Mühle ein oberschlächtiges Wassertriebwerk und ein Mahlwerk auf. Die Mühle ist vom Bayerischen Landesamt für Denkmalpflege als Baudenkmal eingeordnet.